# MPH Group
Az MPH Group Malaysia Sdn Bhd malajziai székhelyű vállalatcsoport, mely könyvek malajziai és szingapúri értékesítésével, nyomásával, kiadásával és forgalmazásával foglalkozik. Az MPH Bookstores Sdn Bhd nevű könyváruház-lánca a Popular után az egyik legnagyobb ilyen Malajziában.

## Története
Az MPH-t 1890-ben, Szingapúrban alapította William Girdlestone Shellabear hittérítő Amelia Bishop Press néven, a vállalat kezdetben keresztény irodalmi köteteket jelentett meg. A cég később már világi művek megjelentetésével is foglalkozott, és 1893-ban American Mission Pressre változtatták a nevét. Az 1900-as években William T. Cherry kibővítette a szervezet tevékenységét a könyvnyomtatás, kiadás, értékesítés és forgalmazás felé is. Cherry 1906-ban Methodist Publishing House-ra cserélte a cég nevét, innen ered az MPH rövidítés is.
Az MPH az 1920-as és az 1960-as évek között további névváltásokon ment keresztül, azonban a hárombetűs rövidítés mindvégig ugyanaz maradt. A cég az idők folyamán számos alkalommal cserét tulajdonost: 1966-ban egy indonéz konzorcium, 1972-ben egy hongkongi cégcsoport, majd 1999-ben Simon Cheong szingapúri befektető vásárolta fel. 2002-ben Syed Mokhtar Al-Bukhary malajziai üzletember a Jalinan Inspirasi Sdn Bhd vállalaton keresztül felvásárolta a céget, így az először vált teljesen malajziai tulajdonúvá.

## Könyváruházak

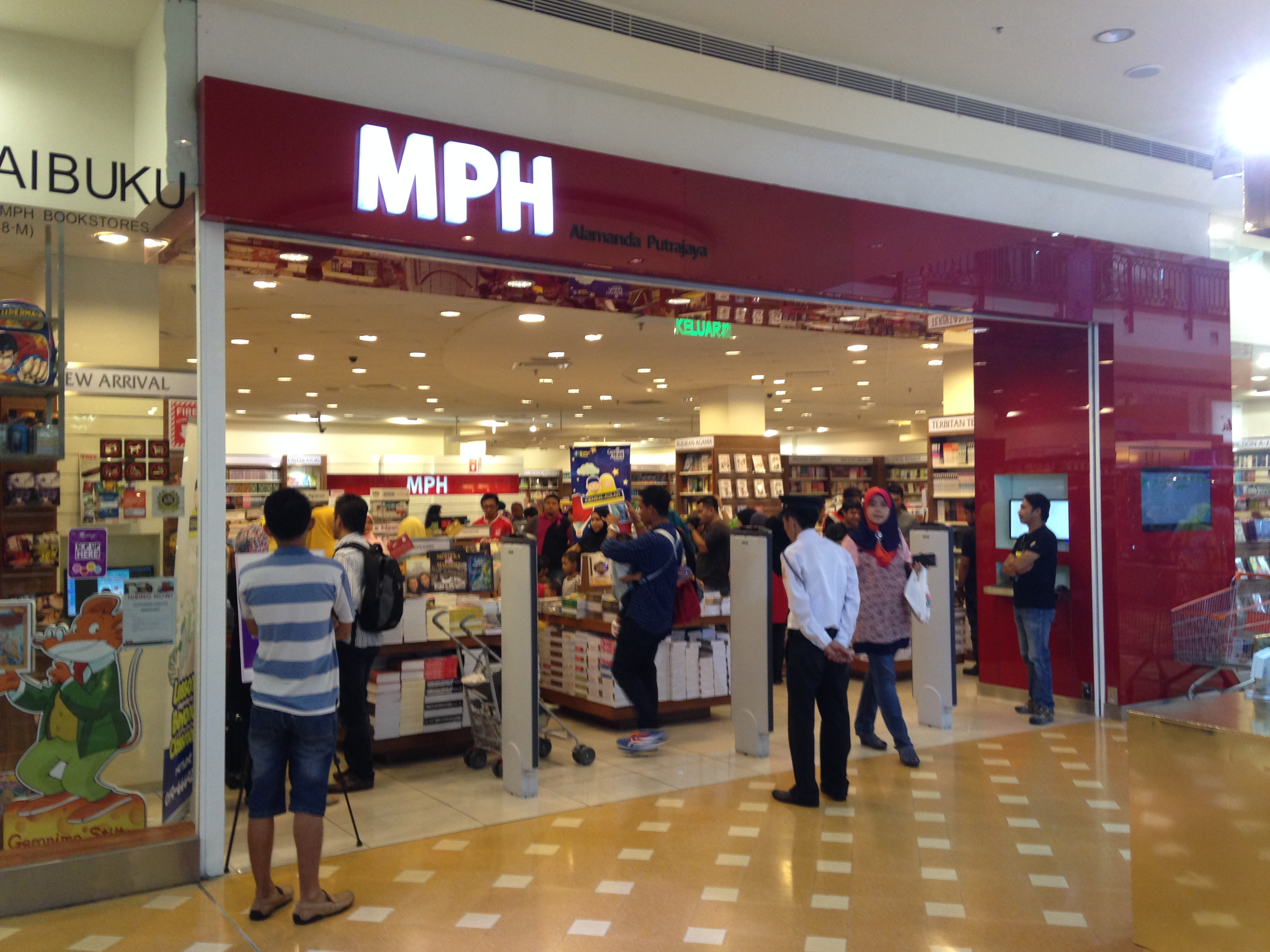
MPH-könyváruház Alamanda Putrajayában

Az MPH Group MPH Bookstores leányvállalata 32 könyváruházat működtet Malajziában, illetve négyet Szingapúrban. A Klang-völgyben jelentős a jelenléte, ahol a Nu Sentral, a Subang Parade, a Giant Stadium Shah Alam, a KLIA2, az 1 Utama és a Curve bevásárlóközpontokban is van könyvesboltja. A szingapúri MPH-áruházak a Raffles City és a PARCO Millenia üzletkomplexumokban, illetve a Robinson Road mentén vannak.

### Internetes könyváruház
Az MPH 2000-ben az internetes könyvárusításba is belekezdett.